# Fish Mooney
Maria Mercedes "Fish" Mooney é uma personagem fictícia criado pelo produtor e roteirista Bruno Heller exclusivamente para a série de televisão Gotham, e interpretado pela atriz Jada Pinkett Smith. Ela serve como um dos personagens principais do enredo durante a primeira temporada, até sua morte nas mãos de Oswald Cobblepot no episódio final da temporada. Mooney é ressuscitado na temporada 2 por Hugo Strange. Como resultado dos métodos Strange usados para trazer de volta Mooney, ela tem a capacidade de controlar as pessoas tocando-as. Mooney é uma imponente, impulsiva e notoriamente sádica chefe da máfia e proprietária de uma boate na cidade de Gotham, além de ter a capacidade de ler as pessoas e dizer o que eles são capazes.

## Desenvolvimento
Pinkett-Smith se inspirou em vários indivíduos diferentes para assumir o papel de Mooney; O personagem ficcional Norma Desmond, uma estrela de cinema silenciosa e desbotada do filme Sunset Boulevard, de 1950, interpretado por Gloria Swanson, e Griselda Blanco, um traficante da vida real do Cartel de Medellín. 

## Biografia da Personagem

### 1ª Temporada
Fish Mooney é a tenente mais confiável do chefe da máfia, Carmine Falcone. Sem o conhecimento de Falcone, Fish planeja usurpar seu império criminoso, e emprega uma jovem chamada Liza, que se parece com a falecida mãe de Falcone, para distrair o chefe da máfia, solitário e envelhecido, enquanto Fish planeja seu controle de Gotham City. Ela tem boas relações com o Departamento de Polícia de Gotham City e decide ajudar o detetive Harvey Bullock a investigar o assassinato de Thomas e Martha Wayne em troca de ele deixá-la sozinha. Quando seu subalterno Oswald Cobblepot informa sobre ela ao GCPD, ela descobre e ordena que ele seja morto junto com Bullock e seu novo parceiro, Jim Gordon. Falcone intervém, entretanto, e poupa suas vidas. Cobblepot gradualmente trabalha o seu caminho até a escada do submundo de Gotham para se tornar o braço direito de ambos Falcone e seu rival Sal Maroni, e se vingar de Fish, revelando sua traição a Falcone. Machucado e irritado com a traição de Fish, Falcone a baniu de Gotham City.
Exilado na periferia de Gotham, Fish assume o controle de outra quadrilha criminosa que está sendo saqueada por Francis Dulmacher, um cientista louco que está criando monstros humanos fora das partes de suas vítimas do corpo. Quando Dulmacher a captura, ela promete sua lealdade a ele, e prova isso arrancando seu próprio olho com uma colher para que ele possa usá-lo em seus experimentos. Quando Gordon e Bullock atacam o laboratório de Dulmacher, ela usa o caos resultante para escapar. 
No último episódio da primeira temporada, "Todas as famílias felizes são iguais", Fish recruta a jovem Selina Kyle em sua gangue, e faz uma aliança com Maroni, a fim de se livrar de Falcone. Fish captura Falcone, Cobblepot, Gordon e Bullock. Fish tenta fazer um acordo com Maroni para dividir a cidade entre eles. Quando Maroni revela que pretende governar a cidade com Fish como sua tenente e a trata com condescendência sexista, Fish perde a paciência e atira-lhe na cabeça. Uma guerra de gangues continua entre as forças de Fish e Maroni, durante as quais Cobblepot a lança em um telhado e a empurra para as ruas abaixo, causando sua morte.

### 2ª Temporada
No final da segunda temporada, o corpo de Fish é enviado para Indian Hill, uma divisão científica da Wayne Enterprises, dirigida por Hugo Strange, que a traz de volta à vida aumentada com DNA de choque. Os efeitos colaterais do renascimento dá Fish a capacidade de assumir o controle de quem entra em contato com ela. Ela escapa e aparece na frente de Cobblepot, que desde sua morte assumiu o submundo criminoso de Gotham como "The Penguin". Chocado, ele desmaia. 

### 3ª Temporada
Pouco depois de seu renascimento, Fish começa a entrar em rápido declínio físico, e invade todas as farmácias em Gotham procurando drogas para manter-se viva. Ela forma uma nova gangue com seus companheiros fugitivos Indian Hill. Ela interroga a assistente de Strange, Ethel Peabody, que lhe diz que seu corpo está rejeitando as células estranhas implantadas nela, e que somente Strange pode salvá-la. Fish tem seu companheiro de fuga Marv, que pode acelerar ou retardar o metabolismo de uma pessoa, esgotar a energia das células de Peabody, literalmente roubando sua juventude. Fish planeja encontrar Strange para conseguir que ele faça mais monstros para sua gangue. Fish solta Strange, mas decobre então que Cobblepot acumulou uma multidão irritada de Gothamites desejosos de matar os mutantes. Quando Cobblepot a tem em sua mercê, Fish diz que está orgulhosa de tê-lo transformado em "The Penguin". Movido, Cobblepot diz-lhe para deixar Gotham e nunca mais voltar. Fish volta no episódio 20 intitulado Pretty Hate Machine, onde ela "salva" o Pinguim de Charada, Barbara, Butch e Tabitha. No episódio 21, Fish se alia com Pinguim para conseguir o antidoto do veneno de Alice Tetch. Após conseguir o antidoto que Hugo Strange tinha guardado, a Liga dos Assassinos aparece e entram em confronto com Vagalume e Mr. Freeze. No final, Jim aparece e mata todos, graças por está infectado pelo veneno, mas atinge Fish, morrendo novamente.

## Poderes e Habilidades
Após a sua ressurreição por Hugo Strange perto do final da 2ª Temporada de Gotham, Fish desenvolve a capacidade de controlar as pessoas com apenas um toque de sua mão. 